# Nonagria monilis
Nonagria monilis är en fjärilsart som beskrevs av J. Peter Maassen 1890. Nonagria monilis ingår i släktet Nonagria och familjen nattflyn. Inga underarter finns listade i Catalogue of Life.